# 3D (TLC)
3D è il quarto album del trio femminile statunitense TLC pubblicato nel 2002 per la LaFace Records. L'album esce sette mesi dopo la morte di Lisa "Left Eye" Lopes.

## Tracce
1. 3D (Intro) (Dallas Austin)
2. Quickie (Dallas Austin, Lisa Lopes, Tionne Watkins)
3. Girl Talk (Kandi Burruss, Edmund Clement, Lisa Lopes, Anita McCloud, Tionne Watkins)
4. Turntable (LaShawn Daniels, Rodney Jerkins, Fred Jerkins III, Tomi Martin, Daniel Moore, Tionne Watkins)
5. In Your Arms Tonight (Pharrell Williams)
6. Over Me (Tyrell Bing, Rodney Jerkins, Rozonda Thomas, Lisa Lopes, Daniel Moore, Kenisha Pratt)
7. Hands Up (Babyface, Darryl Simmons)
8. Damaged (Dallas Austin, Tionne Watkins)
9. Dirty Dirty (Missy Elliott, Tim "Timbaland" Mosley)
10. So So Dumb (Bobby Ozuna, Raphael Saadiq, Glenn Standridge, Tionne Watkins)
11. Good Love (Kandi Burruss, Edmund Clement)
12. Hey Hey Hey Hey (Rodney Jerkins, Kandi Burruss, Edmund Clement, Tionne Watkins)
13. Give It to Me While It's Hot (Pat Brown, Marqueze Etheridge, Stewart Jordan, Lisa Lopes, Ray Murray, Marvin Parkman, Rozonda Thomas, Rico Wade)

### Bonus tracks
1. Get Away (International Bonus Track) (P. Brown, M. Etheridge, S. Jordan, L. Lopes, R. Murray, M. Parkman, R. Thomas, R. Wade)
2. Who's It Gonna Be (Japanese Bonus Track)